# Simpaticissima
Simpaticissima è il titolo di un programma televisivo andato in onda sulle reti Mediaset dal 1991 al 1998. Il programma, ideato da Vittorio Giovannelli e curato da Gigi Reggi, veniva realizzato in occasione della Giornata internazionale della donna, e vedeva protagoniste le più note donne dello spettacolo italiano sfidarsi in maniera amichevole in una gara di esibizioni artistiche lontane dall'attività da loro svolta normalmente. Partita su Canale 5, la manifestazione è stata a partire dal 1995 spostata su Rete 4. Conduttore della serata per cinque edizioni è stato Gerry Scotti.

## Edizioni

### 1991
La prima edizione di Simpaticissima va in onda in prima serata su Canale 5 martedì 5 marzo 1991 con la conduzione di Gerry Scotti. La serata vede sfidarsi tra loro 21 noti personaggi, tra annunciatrici, conduttrici e giornaliste della TV. Le partecipanti non sono votate da una vera e propria giuria, ma si votano a vicenda. Ad animare la serata anche i giovani cantanti-ballerini del gruppo "Happy Days". La serata ottiene un ascolto medio di 7.249.000 telespettatori (share 29.41%) e viene replicata venerdì 8 marzo 1991 alle ore 16:15 e domenica 4 agosto 1991 alle ore 21:15 su Rete 4.
Simpaticissime in gara: 
- Rosanna Banfi fa rivivere la sciantosa Ninì Tirabusciò
- Mariolina Cannuli imita in un peccaminoso cha cha cha Abbe Lane
- Laura D'Angelo e Cinzia Lenzi propongono una versione femminile di Striscia la notizia
- Cristina D'Avena cucina a Gerry Scotti un tortellino
- Ramona Dell'Abate si improvvisa stilista
- Maria Giovanna Elmi e Rosanna Vaudetti impersonano l'agente Cooper e lo sceriffo Truman de I segreti di Twin Peaks
- Marta Flavi si esibisce in numero di magia
- Emanuela Folliero esegue a china un ritratto a Gerry Scotti
- Gabriella Golia balla il tip tap
- Sonia Grey si esibisce in una provocante danza dei veli
- Susanna Messaggio si esibisce in un tango osé
- Nicoletta Orsomando realizza un annuncio muto
- Fiorella Pierobon realizza una candid camera
- Daniela Rosati canta il brano Oci ciornie
- Patrizia Rossetti imita Grecia Colmenares
- Maria Teresa Ruta si cala nei panni del clown Rutolino
- Iva Zanicchi canta Nessun dorma
- Kay Rush esegue un volo al parapendio
- Licia Colò fa un numero con un serpente

### 1992
La seconda edizione della manifestazione va in onda venerdì 6 marzo 1992 in prima serata su Canale 5 e vede ancora una volta come padrone di casa Gerry Scotti.
Simpaticissime in gara:
- Cristina D'Avena propone un numero di magia con l'aiuto di Gerry Scotti
- Paola Barale e Luana Colussi si cimentano con l'operetta
- Eleonora Brigliadori imita Jovanotti
- Maria Giovanna Elmi e Rosanna Vaudetti sono Marilyn Monroe e Jane Russell in Gli uomini preferiscono le bionde
- Marta Flavi si scatena in un boogie acrobatico
- Emanuela Folliero nelle vesti di Calamity Jane spara al tiro a segno
- Gabriella Golia e Susanna Messaggio sono le Gemelle Kessler
- Linda Lorenzi travestita da Morticia de La Famiglia Addams fa la cartomante
- Lea Pericoli gioca una invisibile partita a tennis con Gerry Scotti
- Patrizia Caselli imita Aldo Biscardi
- Daniela Rosati interpreta una romanza della boheme
- Patrizia Rossetti esegue un numero di trasformismo
- Elisabetta Viviani regala uno spogliarello spiritoso
- Licia Colò e Laura D'Angelo sono co-protagoniste e complici di due differenti candid camera
- Rosanna Cancellieri canta Il cielo in una stanza
- Wilma De Angelis è la finta presentatrice di un divertente quiz
- Wendy Windham, Sonia Grey, Simonetta Pravettoni e Ana Laura Ribas imitano i Beatles

### 1993
Il programma non viene realizzato.

### 1994
La terza edizione di Simpaticissima va in onda su Canale 5 martedì 8 marzo 1994, con la conduzione di Gerry Scotti. In gara 21 donne dello spettacolo. La serata viene seguita da 4.753.000 spettatori, e replicata domenica 27 marzo 1994 alle ore 11:00, su Rete 4.
Simpaticissime in gara:
- Wilma De Angelis canta nei panni dello storico Al Jolson
- Daniela Rosati si cimenta alla batteria accompagnata dalla Mac (Medicine a Confronto) Band
- Licia Colò incanta serpenti
- Eleonora Brigliadori si propone come pattinatrice
- Wendy Windham fa il verso a Dolly Parton di Grease
- Ramona Dell'Abate si racconta sulle note di Sì o no di Fiorello
- Simona Tagli propone una sfilata di cani con cappottini
- Eva Grimaldi canta Buonasera dottore in una inedita versione veneta
- Susanna Messaggio imita Jovanotti cantando Penso positivo
- Silvana Giacobini si propone nelle vesti di bambolina meccanica danzante su un enorme carillon
- Federica Panicucci improvvisa un TG, metà con la faccia di Lilli Gruber, metà con quella di Emilio Fede
- Gabriella Golia balla sulle note del brano Tutti Frutti
- Maria Giovanna Elmi si esibisce in un balletto di boogie woogie
- Oriella Dorella esegue una coreografia di danza allo specchio
- Paola Barale
- Patrizia Rossetti
- Luana Colussi
- Ambra Orfei

(elenco non completo)

### 1995
La quarta edizione di Simpaticissima va in onda in prima serata il 1º marzo su Rete 4 con la conduzione di Gerry Scotti. Le 30 protagoniste in gara si cimentano in numeri legati alla musica, al cinema e al teatro.
Simpaticissime in gara:
- Paola Barale interpreta Minnie Minoprio
- Daniela Rosati si presenta con una romanza di Scarlatti
- Patrizia Rossetti fa il verso a John Travolta con un ballo ispirato a La febbre del sabato sera
- Fiorella Pierobon si esibisce nei panni di Elvis Presley
- Laura Freddi e Miriana Trevisan si sdoppiano e si scambiano le loro metà femminili e maschili in un ballo liscio e latino-americano
- Silvana Giacobini vestita da suora fa il verso a Whoopi Goldberg in Sister Act
- Wilma De Angelis imita Laura Pausini
- Matilde Zarcone ripropone Marilyn Monroe nella parodia di A qualcuno piace caldo
- Cristina D'Avena recita nel ruolo di Cleopatra in una scenetta con Gerry Scotti
- Federica Panicucci imita Nilla Pizzi
- Maria Giovanna Elmi si esibisce in un balletto sui pattini in linea
- Gabriella Golia e Mia Molinari si esibiscono in un balletto sexy
- Terry Schiavo
- Elisabetta Viviani
- Marina Ripa di Meana
- Ombretta Colli
- Luana Colussi
- Lea Pericoli
- Eva Grimaldi
- Roberta Capua
- Elena Guarnieri
- Ambra Orfei
- Anna Maria Frosio
- Licia Colò
- Maria Teresa Ruta
- Anna Maria Frosio

(elenco non completo)

### 1996
La quinta edizione di Simpaticissima è composta di due serate e va in onda dallo studio 10 di Cologno Monzese il 14 e 21 marzo 1996 su Rete 4, con la conduzione di Claudio Lippi e la partecipazione di Massimo Boldi. In gara ben 43 donne dello spettacolo. La vincitrice della prima serata sfida la vincitrice della seconda, vincendo il titolo di Simpaticissima 1996.
Simpaticissime in gara:
Prima serata
- Ambra Orfei
- Eva Grimaldi canta una canzone in veronese vestita da casalinga annoiata
- Susanna Messaggio imita il personaggio di Tafazzi (personaggio interpretato da Giacomo Poretti)
- Margherita Fumero
- Barbara Chiappini
- Cristina Quaranta e Alessia Merz eseguono una coreografia sexy basata sul videoclip Étienne
- Licia Colò
- Matilde Zarcone, Elisabetta Viviani, Brigitta Boccoli, Linda Lorenzi e Ana Laura Ribas sono le Nere per caso (gruppo ispirato ai Neri per Caso
- Alessandra Canale
- Federica Panicucci imita il personaggio mitologico di Poppea insieme a Boldi nel ruolo di Nerone
- Luana Colussi
- Luana Ravegnini e Rosanna Fratello imitano le Sorelle Bandiera
- Fiordaliso
- Gabriella Golia
- Rita Forte
- Patrizia Rossetti

Seconda serata
- Mariolina Cannuli
- Maria Giovanna Elmi e Rosanna Vaudetti si esibiscono in un'imitazione delle gemelle Kessler.
- Katia Noventa
- Miriana Trevisan si esibisce in un numero di danza con alcuni pupazzi
- Laura Freddi
- Mia Molinari
- Roberta Capua
- Silvana Giacobini
- Marina Ripa di Meana
- Emanuela Folliero
- Monica Gasparini e Siria Magri recitano la canzone La terra dei cachi
- Marta Flavi
- Wilma Goich
- Sirio
- Elena Guarnieri
- Natalia Estrada
- Brigitte Nielsen
- Laura Efrikian
- Anna Mazzamauro
- Roberta Termali

### 1997
La sesta edizione di Simpaticissima va in onda mercoledì 5 marzo 1997 con la conduzione di Lino Banfi ed è seguita da 3.286.000 spettatori.
Simpaticissime in gara:
- Maria Giovanna Elmi e Rosanna Vaudetti cantano una versione riveduta e corretta di Bellezze in bicicletta
- Cristina D'Avena interpreta il personaggio di Gian Burrasca e canta Viva la pappa col pomodoro
- Roberta Capua canta e interpreta la canzone napoletana La Cammesella
- Patrizia Rossetti esegue un sexy balletto-spogliarello tratto dal film Striptease
- Silvana Giacobini
- Nicoletta Orsomando
- Maria Teresa Ruta
- Fiorella Pierobon
- Elisabetta Viviani
- Luciana Turina
- Wilma De Angelis
- Rita Forte
- Francesca Rettondini
- Luana Ravegnini
- Luana Colussi
- Gabriella Golia
- Paola Saluzzi
- Miriana Trevisan
- Emanuela Folliero
- Nicoletta Orsomando
- Susanna Messaggio

(elenco non completo)

### 1998
La settima ed ultima edizione di Simpaticissima va in onda in un'unica serata il 4 marzo 1998 alle ore 20:35 su Rete 4 in diretta dallo Studio 14 di Cologno Monzese. Conduttore della serata Gerry Scotti, che presenta 16 donne dello spettacolo, alla loro prima partecipazione a Simpaticissima, pronte a sfidarsi, calandosi nei panni di cantanti, ballerine, attrici, e assumendo ruoli diversi dall'immagine per la quale sono conosciute dal grande pubblico.
Le "Simpaticissime" gareggiano l'una contro l'altra a gruppi di 4 per ciascuna squadra concorrente (squadre che vengono identificate con i semi delle carte: cuori, fiori, picche e quadri). Il tema del gioco di questa edizione è Il giro del mondo. Ogni concorrente rappresenta infatti un Paese del mondo; tutte le fasi del gioco sono scandite dagli interventi di un corpo di ballo esclusivamente maschile composto da 8 elementi, che danza sulle coreografie di Brian & Garrison. Il pubblico da casa può esprimere le proprie preferenze attraverso il televoto.
Simpaticissime in gara:
- Ramona Badescu
- Gabriella Carlucci
- Rosita Celentano
- Francesca Delfino
- Marina Graziani
- Claudia Grego
- Fiamma Izzo e Simona Izzo
- Celeste Johnson
- Ivana Lo Piccolo
- Alessia Mancini
- Lorenza Mario
- Patrizia Pellegrino
- Pamela Prati
- Nadia Rinaldi
- Carmen Russo

## Albo d'oro
| Anno | Vincitrice                             |
| ---- | -------------------------------------- |
| 1991 | Nicoletta Orsomando                    |
| 1992 |                                        |
| 1994 | Wilma De Angelis                       |
| 1995 | Eva Grimaldi                           |
| 1996 | Margherita Fumero                      |
| 1997 | Rosanna Vaudetti e Maria Giovanna Elmi |
| 1998 | Ramona Badescu                         |

## Sigla
La trasmissione era caratterizzata da una sigla iniziale pensata appositamente per il programma, scritta da Fabrizio Berlincioni per il testo, cantata prima da Gerry Scotti, successivamente da Claudio Lippi e Massimo Boldi e infine da Lino Banfi, con le "simpaticissime" di turno. Tale sigla aveva come base la parte strumentale di Master of the House, celebre brano tratto dal musical I Miserabili e già utilizzato nella tv italiana nel 1987 come avansigla del varietà Festival condotto da Pippo Baudo.